# Erland Urgel
Erland Urgel Valencia (Santa Cruz de la Sierra, 17 de marzo de 1987) es un exfutbolista y empresario boliviano. Jugaba como centrocampista

## Trayectoria
Jugó desde el 2004 hasta el 2009 en Oriente Petrolero y luego con Guabirá, San José y Destroyers. Se retiró del fútbol posteriormente. Abrió el Complejo Deportivo Urgel en Santa Cruz de la Sierra en 2018. Durante la pandemia ayudó a familias cercanas al complejo que administra.

## Selección nacional
Fue parte de la selección boliviana de fútbol sub-17 y sub-20.

## Clubes
| Club                   | País    | Año         |
| ---------------------- | ------- | ----------- |
| Oriente Petrolero      | Bolivia | 2004 - 2008 |
| Guabirá                | Bolivia | 2009        |
| San José               | Bolivia | 2010 - 2013 |
| Empresa Minera Huanuni | Bolivia | 2014        |